# 板垣伸
板垣 伸（いたがき しん、1974年1月28日 - ）は、日本の男性アニメーター、アニメ監督。株式会社ミルパンセ取締役。愛知県名古屋市出身。別名義としていたがき しんを用いることもある。
テレコム・アニメーションフィルムを経て、フリーとなった。

## 概要
東京デザイナー学院アニメーション科を卒業し、テレコム・アニメーションフィルムに勤務していたが、その後はフリーとして活動している。2014年以降は妻の白石直子が設立したミルパンセを活動拠点としている。

## 来歴

### 生い立ち
愛知県名古屋市出身。専門学校東京デザイナー学院のアニメーション科を卒業した。

### アニメーターとして
専門学校東京デザイナー学院卒業後、アニメーターとしてテレコム・アニメーションフィルムに6年10か月正社員として所属し、以降はフリーの立場で、ユーフォーテーブル、アゼータ・ピクチャーズ、ゴンゾ、マッドハウス、ガイナックス、サテライト、シャフトに机を置いたことがある。

### アニメ監督として
監督を担当する作品では、各話の演出担当者が絵コンテと演出を両方担当して貰えるよう制作会社側に希望を出し、演出担当者が演出だけを担当する話数では自ら積極的に絵コンテを切るというこだわりがある。そのためコンテを切る余裕がない監督の複数作品掛け持ちに批判的である。絵コンテを執筆せず演出のみを担当する作品ではクレジットを平仮名表記にしている。
WEBアニメスタイルで「板垣伸のいきあたりバッタリ!」を連載している。
『てーきゅう第2期』以降は、主にミルパンセ作品の監督を務める。

## 家族・親族
妻はガイナックスのプロデューサーを経て現在アニメーション制作会社ミルパンセの社長である白石直子。

## 参加作品

### テレビアニメ
1992年
- バットマン（ - 1999年、原画）

1993年
- アニマニアックス（ - 1998年、原画）

1996年
- スーパーマン（ - 2000年、原画）

1999年
- モンスターファーム〜円盤石の秘密〜（ - 2000年、原画（29話・33話・37話・41話・45話））

2000年
- 機巧奇傳ヒヲウ戦記（ - 2001年、原画（20話・21話））
- メダロット魂（ - 2001年、原画（6話・10話・14話））
- はじめの一歩（ - 2002年、原画）
- 犬夜叉（ - 2004年、原画（9話・16話・21話））

2001年
- グラップラー刃牙（ - 2002年、演出（28話）、原画（9話））

2002年
- ちょびっツ（原画（26話））
- アベノ橋魔法☆商店街（原画（1話・3話・7話・12話））

2003年
- AVENGER（OP原画）
- GAD GUARD（絵コンテ（14話）、演出（3話））
- .hack//黄昏の腕輪伝説（原画（3話））
- なるたる（絵コンテ（10話））
- エアマスター（原画（27話））
- 獣兵衛忍風帖 龍宝玉篇（絵コンテ（3話・11話）、演出（3話）、原画（12話・13話））
- SPACE PIRATE CAPTAIN HERLOCK（原画（10話））
- まほろまてぃっく〜もっと美しいもの〜（演出（8話））
- カレイドスター（ - 2004年、原画（22話））
- 鋼の錬金術師（ - 2004年、原画（45話））

2004年
- 十兵衛ちゃん2 -シベリア柳生の逆襲-（絵コンテ（7話）、演出（7話）、原画（11話））
- 鉄人28号（絵コンテ（15話））
- この醜くも美しい世界（脚本（7話）、絵コンテ（7話）、演出（7話）、作画監督（7話））
- 砂ぼうず（ - 2005年、副監督、絵コンテ（3話・9話・20話・22話 - 24話）、演出（20話・24話）、サブタイトル（24話）、OP絵コンテ・演出・原画）

2005年
- BLACK CAT（ - 2006年、監督、絵コンテ（1話・2話・4話・6話・7話・9話・11話・12話・16話・19話・22話・23話）、原画（23話））

2006年
- RED GARDEN（ - 2007年、原画（1話））

2007年
- 天元突破グレンラガン（絵コンテ（6話・7話）、演出（6話））
- Devil May Cry（監督、絵コンテ（1話・2話・3話・10 - 12話）、演出（1話・11話・12話）、OP絵コンテ）

2008年
- ロザリオとバンパイア（絵コンテ（10話）、演出（10話）、アイキャッチ（10話））
- ミチコとハッチン（絵コンテ（8話）、演出（8話））

2009年
- バスカッシュ!（監督（1 - 9話）、絵コンテ（1 - 5話・7話・9話・11話・13話））
- 化物語（原画（4話）、OP絵コンテ・演出）

2010年
- はなまる幼稚園（演出（4話）、ED絵コンテ）
- 迷い猫オーバーラン!（監督（第1話）、脚本、絵コンテ、演出、原画）
- 戦国BASARA弐（絵コンテ（6話・10話）、演出（6話・10話））
- パンティ&ストッキングwithガーターベルト（シナリオ（9話）、絵コンテ（9話）、演出（9話））

2011年
- ウルヴァリン（絵コンテ（9話））
- ダンタリアンの書架（絵コンテ（4話））
- ベン・トー（監督、構成、デザインワークス、脚本（1話・10話）、絵コンテ（1話・2話・5話・6話・10話・12話）、演出（1話）、アクション演出（4話、10話、12話）、OP1 - OP3絵コンテ、OP演出、OP3原画、ED演出監修）

2012年
- 妖狐×僕SS（ED4絵コンテ・演出・作画監督・作画）
- LUPIN the Third -峰不二子という女-（絵コンテ（5話）、演出（5話）、作画監督（5話）、原画（5話・10話））
- 坂道のアポロン（原画（12話））
- カンピオーネ! 〜まつろわぬ神々と神殺しの魔王〜（OP原画）
- てーきゅう（監督、脚本、絵コンテ、キャラクターデザイン、音響監督、演出、作画、原画、動画）

2013年
- 戦勇。（OP絵コンテ・演出）
- 戦勇。 第2期（絵コンテ、OP絵コンテ・演出）
- てーきゅう 第2期（監督、脚本、絵コンテ、キャラクターデザイン、音響監督、演出、作画監督、原画、動画）
- てーきゅう 第3期（監督、脚本、絵コンテ、キャラクターデザイン、音響監督、演出、作画監督）

2014年
- Wake Up, Girls!（絵コンテ（10話））
- TERRAFORMARS アネックス1号編（原画（13話））

2015年
- てーきゅう 第4期（監督、脚本、絵コンテ、キャラクターデザイン、音響監督、演出、作画監督、OP絵コンテ・演出・作画監督）
- 高宮なすのです!（監督、脚本、絵コンテ、キャラクターデザイン、音響監督、演出、作画監督、演出・作画監修、OP絵コンテ・演出）
- てーきゅう 第5期（監督、脚本、絵コンテ、キャラクターデザイン、音響監督、演出、総作画監督、OP絵コンテ・演出・作画監督）
- てーきゅう 第6期（監督、脚本、絵コンテ、キャラクターデザイン、音響監督、演出、総作画監督、OP絵コンテ・演出・作画監督・原画）

2016年
- てーきゅう 第7期（監督、脚本、絵コンテ、キャラクターデザイン、音響監督、OP絵コンテ）
- うさかめ（監督、構成、音響監督）
- てーきゅう 第8期（監督、脚本、絵コンテ、キャラクターデザイン、音響監督、OP絵コンテ・演出・作画監督）
- ベルセルク（第2作）（-2017年、監督、絵コンテ）

2017年
- てーきゅう 第9期（監督、脚本、絵コンテ、キャラクターデザイン、音響監督、編集、OP絵コンテ）
- Wake Up, Girls! 新章（ - 2018年、監督、絵コンテ、演出）

2018年
- 深夜!天才バカボン（原画（4話））
- ユリシーズ ジャンヌ・ダルクと錬金の騎士（監督、絵コンテ）

2019年
- コップクラフト（監督、絵コンテ）

2021年
- 蜘蛛ですが、なにか?（監督、音響監督、絵コンテ）

2022年
- Extreme Hearts（演出（9話）、アクション作監（9話）、原画（9話））

2023年
- 異世界でチート能力を手にした俺は、現実世界をも無双する〜レベルアップは人生を変えた〜（総監督、シリーズ構成、音響監督、絵コンテ、総作画監督）

2025年
- 沖縄で好きになった子が方言すぎてツラすぎる（総監督、シリーズ構成）

### 劇場アニメ
1995年
- ルパン三世 くたばれ!ノストラダムス（動画）
- 耳をすませば（動画）

1997年
- もののけ姫（動画）

1998年
- 名探偵コナン 14番目の標的（原画）

2001年
- WXIII 機動警察パトレイバー（原画）

2004年
- DEAD LEAVES（原画）

2014年
- 劇場版 カードファイト!! ヴァンガード ネオンメサイア（監督）

### OVA
2003年
- はじめの一歩 間柴vs木村 死刑執行（原画）

2004年
- まかせてイルか!（原画）
- Re:キューティーハニー（原画（OP・天の巻・人の巻））
- トップをねらえ2!（ - 2006年、原画（1話）、第二原画（6話））

2010年
- OVA 戦国BASARA 13話（監督、絵コンテ、演出）

2013年
- ヴァンキッシュド・クイーンズ（ - 2014年、監督、絵コンテ、演出、原画）
- アークIX（監督、脚本、絵コンテ、演出）

2014年
- てーきゅう（監督、脚本、絵コンテ、キャラクターデザイン、音響監督、演出、作画監督）

### Webアニメ
2012年
- 古町と団五郎 〜ラグーンストーンを探せ!〜（原画）

### ゲーム
2005年
- テイルズ オブ レジェンディア（原画）

### その他
2016年
- GLAY「彼女はゾンビ」MV（絵コンテ・総監修）